# Ejutla de Crespo
La ville héroïque d'Ejutla de Crespo (du Nahuatl exotl et tla, « ejote» , « abondance» , c'est-à-dire « Là où l'ejote abonde ») est une ville de l'état d'Oaxaca, au Mexique, située au centre-sud de l'état, et est chef-lieu de la municipalité du même nom et du District de Ejutla dans les Valles Centrales.